# Max Horlacher AG

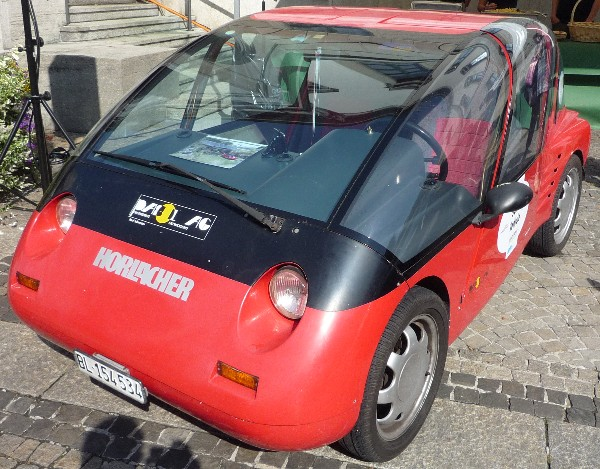
Der «Horlacher Sport» fuhr im Jahr 1992 547 km mit einer Batterieladung und ist seit 1991 auf Schweizer Strassen unterwegs.

Die Max Horlacher AG ist ein Schweizer Unternehmen in Möhlin, Aargau, das sich mit der Fertigung von Leichtbauteilen und -verkleidungen aus faserverstärktem Kunststoff und Verbundwerkstoffen, insbesondere für Schienenfahrzeuge, beschäftigt. Bekannt wurde das Unternehmen durch Elektrofahrzeugprojekte in den 1980er und 1990er Jahren.

## Geschichte
Gegründet wurde das Unternehmen 1962 vom gelernten Keramikmaler Max Horlacher. Zunächst wurden Verkleidungsteile für Eisenbahnwaggons hergestellt, die unter anderem bei der Schindler-Waggon AG im nahen Pratteln verbaut wurden. Weitere Produkte waren Fassadenteile und Möbel aus Kunststoff. Horlacher produzierte in den 1970er Jahren auch den Prototyp des Kunststoffhauses Rondo der Basler Architekten Angelo und Dante Casoni, das nach einer Kunststoffhaus-Ausstellung in Lüdenscheid seinen endgültigen Platz bei einer Jalousienfirma in Freiburg im Breisgau fand.
Grössere Bekanntheit erlangte Horlacher 1983 mit der Konstruktion des nur mit Muskelkraft betriebenen Leichtflugzeugs Pelargos. 1985 wurde die Abteilung Fahrzeugbau gegründet, um mit dem Migros MEV1 ein Elektrofahrzeug für die Solarrallye Tour de Sol zu entwickeln, dem weitere Prototypen und Kleinserien folgten.

## Fahrzeugprojekte
- 1985: Migros MEV1
- 1985: Ur-Ei
- 1988: GL-88 "EGG"
- 1990: carbon
- 1991: city I
- 1991: sport I
- 1992: city II
- 1992: sport II
- 1993: Pick-up I
- 1993: Blue Angel (hybrid)
- 1993: Consequento
- 1994: Consequento California
- 1993: Saxikurier
- 1996: city III
- 1996: Pantila electric COUPÉ
- 1997: TAZI people mover